# عيسى المحياني
عيسى محمد المحياني الهذلي (22 يونيو 1983 -)، مدرب كرة قدم ولاعب سعودي سابق. لعب لصالح نادي نجران بعد أن انتقل من نادي الاتحاد السعودي في موسم عامي 2014 / 2015 .
وفي العام الذي يليه 2015 / 2016 انتقل إلى نادي نجران السعودي لعدم التوفيق مع الاتحاد وهو هداف كأس آسيا للشباب لعام 2002 وأفضل لاعب كرة قدم آسيوي لشهر يوليو عام 2002 وهداف الدوري السعودي عامي 2005 / 2006 وهداف دوري أبطال العرب 2008. تم تعيينه كمدرب لنادي الوحدة في عام 2020.

## إنجازاته الشخصية
- هداف كأس آسيا للشباب في قطر عام 2002.
- أفضل لاعب آسيوي لشهر يوليو من عام 2002.
- هداف الدوري السعودي.
- خامس أفضل لاعب عربي حسب استفتاء الجزيرة نت.
- هداف دوري ابطال العرب 2008
- شارك مع منتخبات الناشئين والشباب والأولمبي والأول
- وقد ساهم في تأهيل منتخب الشباب لكأس العالم 2003 في الإمارات، وشارك فيها حيث سجل هدفًا في مرمى منتخب إيرلندا.
- له عدة أهداف حاسمة مع الهلال:
- هدف نهائي كأس الأمير فيصل ضد نادي الشباب.
- هدف نصف نهائي كأس الأمير فيصل ضد نادي الأهلي.
- هدف الدور الأول دوري ابطال آسيا ضد الأهلي الإماراتي.
- هدف نصف نهائي دوري ابطال آسيا ضد الغرافة.
- ابرز اهدافة بالكعب ضد الحزم والذي به توج الهلال بطلا للدوري.

## روابط خارجية
- عيسى المحياني على موقع الاتحاد الدولي (مؤرشف)  (الإنجليزية)
- عيسى المحياني على موقع قاعدة بيانات كرة القدم.إي يو (الإنجليزية)
- عيسى المحياني على موقع ناشيونال فوتبول تيمز (الإنجليزية)
- عيسى المحياني على موقع كووورة